# Bergrevier Olpe

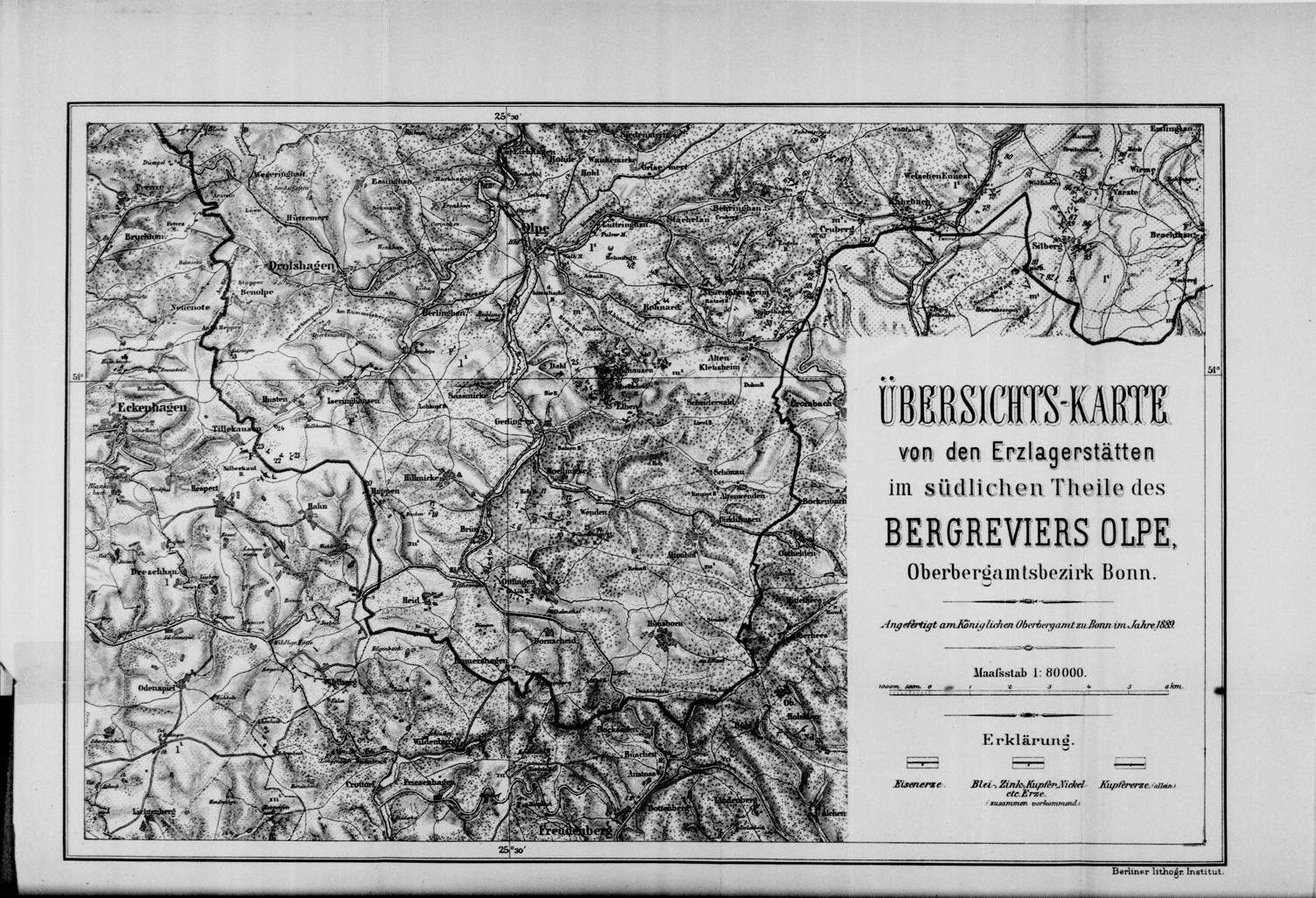
Karte des südlichen Teils des Bergreviers Olpe von 1889

Das Bergrevier Olpe war ein zum Oberbergamt Bonn gehöriges Bergbaurevier.

## Ausdehnung
Das Bergrevier Olpe hatte eine Ausdehnung von 560,66 km² und umfasste den Kreis Olpe mit Ausnahme der auf dem rechten Lenneufer gelegenen Teile der ehemaligen Ämter Bilstein und Kirchhundem, sowie vom Kreis Meschede die auf dem linken Lenneufer gelegenen Teile des ehemaligen Amtes Serkenrode.
Es wurde wie folgt begrenzt:
Gegen Norden durch die Grenze zwischen den Kreisen Olpe und Altena, sowie Meschede und Altena bis zur Lenne und sodann durch die Lenne von Rönkhausen aufwärts bis an die Grenze des Kreises Olpe oberhalb des Ortes Lenne; gegen Nordosten und Osten durch die Grenze der Kreises Olpe gegen die Kreise Meschede, Wittgenstein bzw. die Grafschaft Wittgenstein-Berleburg und den Kreis Siegen; gegen Süden durch die Grenze des Kreises Olpe gegen den Kreis Siegen und den Regierungsbezirk Koblenz bzw. die Standesherrschaft Wildenburg; gegen Westen durch die Grenze des Kreises Olpe gegen den Regierungsbezirk Köln und den Kreis Altena bzw. die Grenze zwischen dem ehemaligen Herzogtum Westfalen und der Grafschaft Mark, jedoch mit Ausschluss der Gemeinde Valbert, welche zum Oberbergamtsbezirk Dortmund gehört.